# Сборная Чехии по биатлону

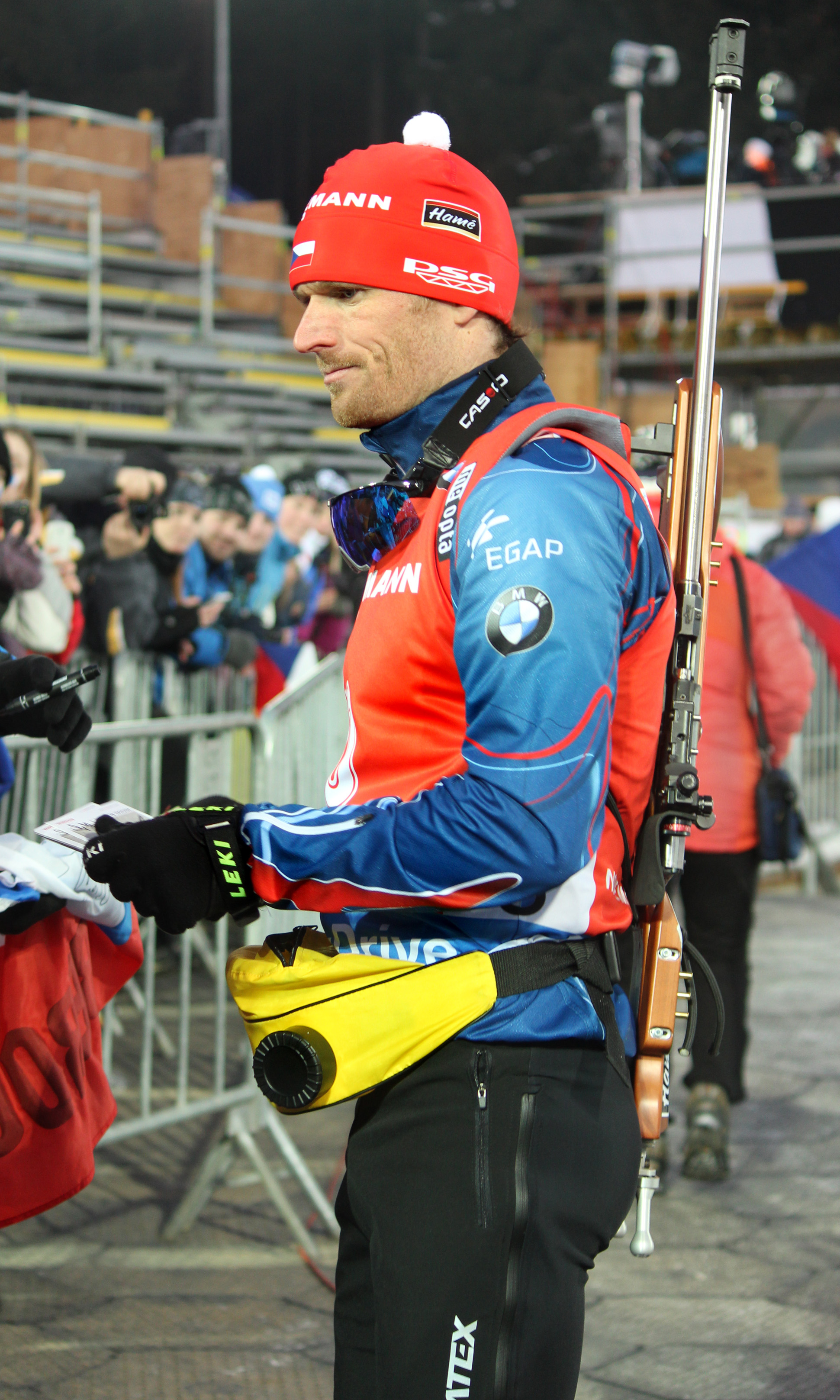
Михаль Шлезингер в составе сборной Чехии по биатлону.

Сборная Чехии по биатлону — национальная спортивная команда, представляющая Чехию на различных соревнованиях по биатлону, наибольшего успеха команда добилась благодаря женской команде. Сборная является правопреемницей сборной Чехословакии по биатлону. В состав сборной команды входят и женская и мужская команды. В общем зачёте кубка наций 2016/2017 сборная Чехии заняла четвёртое место, мужская — седьмое место,  женская — пятое.
Медалистами в составе этой сборной стали Габриэла Коукалова, Михал Шлезингр, Ондржей Моравец, Вероника Виткова и другие.
На Кубке IBU чешская сборная также принимает участие, так например во время сезона 2016/2017 сборная в общем зачёте кубка наций заняла шестое место, взяв в сумме 2 золотых, 2 серебряных и одну бронзовую медаль.